# ローラント・マッテス
ローラント・マッテス（Roland Matthes、1950年11月17日 - 2019年12月20日） は、ドイツの元競泳選手。史上最も成功した背泳ぎのスペシャリストとして知られた。1967年4月から1974年8月にかけて出場した全ての背泳種目で勝利を収めた。背泳ぎではヨーロッパ水泳選手権で2大会に跨り4冠、世界水泳選手権でも同じく2大会に跨り3冠に輝き、背泳ぎ、バタフライ、自由形、メドレーリレーで19の世界記録と21のヨーロッパ記録を叩き出した。マルリース・グローエによるトレーニングを受けた。

## 競技歴
1968年、1972年、1976年のオリンピックに出場し、金4・銀2・銅2と合計8個のメダルを獲得した。1976年では100m背泳の銅メダルのみに留まったが、1968年と1972年には100m・200m背泳において金メダルを獲得。これら個人種目に加えて、1968年・1972年の4×100mメドレーリレーで銀、1972年の4×100mフリーリレーで銅メダルを獲得している。
1973年、ベオグラードで開かれた第1回世界水泳選手権で100m・200m背泳の初代世界チャンピオンとなった。更に4×100mフリーリレーで銅メダル、4×100mメドレーリレーで銀メダルを獲得した。 2年後の1975年、カリでは100m背泳の世界タイトルを防衛した。
1970年（バルセロナ）と1974年（ウィーン）のヨーロッパ水泳選手権では100mm・200m背泳で4つ全てのタイトルを獲得。その他個人ではバルセロナの100m自由形、ウィーンの100mバタフライで銀メダルを獲得。団体としてはバルセロナの4×100mメドレーリレーで金、4×100m・4×200mフリーリレーで銅、ウィーンの4×100mフリーリレーで銅メダルを獲得した。
1967年から1971年、1973年、1975年の計7回に亘って東ドイツ年間最優秀スポーツマン賞を受賞した。1981年、国際水泳殿堂入り。
東ドイツのドーピング問題は、同国のアスリートが残した業績の大部分に疑念を抱かせた。しかしマッテスは彼の所属していた水泳クラブが政府のシステムに組み込まれるにはあまりに小さなものであった事を明確にし、ドーピングへの関与を全て否定した。

## 私生活
1970年から1977年までライプツィヒのドイツ身体文化大学 (DHfK) でスポーツ科学を学び、1978年から1984年までイェーナ大学で医学を学んだ。卒業後は整形外科医として働いた。1976年に現役引退し、1978年5月に同じ東ドイツのオリンピックスイマーであるコルネリア・エンダーと結婚したが、1982年に離婚している。

## 死去
2019年12月20日、69歳で永眠。
背泳のライバルで、オリンピックで5つのメダルを獲ったジョン・ネーバーは、訃報に際してマッテスについて「ローラントはこれまでの生涯で出会った最大の背泳選手でした。オリンピック2大会で背泳のタイトルを守った唯一の水泳選手であり、国際大会でフリーとバタフライのメダルも獲った。1972年ミュンヘンオリンピックの100メートルバタフライ決勝でローラントがスタートを失敗しなかったら、マーク・スピッツに勝利の栄冠は与えられなかったと言う人もいます。マッテスは背泳で10年間無敵でした。彼の滑らかなストロークと力強い加速は、私が見た彼のすべてのレースで前代未聞の結果を導き出しました。」と語った。
| 記録                                    | 記録                                                     | 記録                                    |
| --------------------------------------- | -------------------------------------------------------- | --------------------------------------- |
| 先代 チャールズ・ヒックコックス         | 男子100m背泳世界記録保持者 1967年9月21日 – 1976年7月18日 | 次代 ジョン・ネーバー                   |
| 先代 –                                  | 男子200m背泳世界記録保持者 1972年9月2日 – 1976年6月19日  | 次代 ジョン・ネーバー                   |
| 受賞                                    |                                                          |                                         |
| 先代 フランク・ウィーガンド             | 東ドイツ年間最優秀スポーツマン賞 1967年 – 1971年         | 次代 ヴォルフガング・ノルトウイック     |
| 先代 ヴォルフガング・ノルトウイック     | 東ドイツ年間最優秀スポーツマン賞 1973年                  | 次代 ハンス＝ゲオルク・アッシェンバッハ |
| 先代 ハンス＝ゲオルク・アッシェンバッハ | 東ドイツ年間最優秀スポーツマン賞 1975年                  | 次代 ワルデマール・チェルピンスキー     |